# Sergio Rico
Pour les articles homonymes, voir Rico.
Rico  González est un nom espagnol. Le premier nom de famille, en général paternel, est Rico ; le second, en général maternel, souvent omis, est González.
Sergio Rico González, né le 1er septembre 1993 à Séville, est un footballeur international espagnol qui évolue au poste de gardien de but au Al-Gharafa SC.

## Biographie

### En club

#### Séville FC (2006-2020)
Sergio Rico rejoint en 2006 le centre de formation du Séville FC.
Le 14 septembre 2014, il débute en première division espagnole face à Getafe CF alors que les deux autres gardiens du club sévillan, Beto et Mariano Barbosa, sont blessés (victoire 2-0). Le 18 septembre 2014, il débute en Ligue Europa face au club néerlandais de Feyenoord Rotterdam. Il est titularisé lors de tous les matchs de cette compétition, qui voit le Séville FC remporter le trophée contre l'équipe ukrainienne du FK Dnipro.

#### Prêt au Fulham FC (2018-2019)
Il est prêté par le Séville FC à Fulham FC pour la saison 2018-2019. Son club finit relégué en EFL Championship à l'issue de la saison.

#### Prêt au Paris Saint-Germain (2019-2020)
Le 31 août 2019, Sergio Rico est prêté pour une saison, avec option d'achat au Paris Saint-Germain. Le 9 novembre 2019, il fait ses débuts lors du match de la 13e journée face au Stade brestois 29, après le forfait de Keylor Navas. Il devient à cette occasion le premier gardien espagnol à évoluer en Ligue 1 et, si l'on inclut les anciennes appellations Division nationale puis Division 1, le premier gardien espagnol à jouer au plus haut échelon du football français depuis Antonio Abenoza en 1952.
Derrière le titulaire Keylor Navas, Sergio Rico joue surtout des rencontres de Coupe de France et de Coupe de la Ligue, mais ne dispute pas les finales remportées par le club. Le 11 décembre 2019, il joue le dernier match de la phase de groupes de Ligue des champions contre Galatasaray SK.
Après l'interruption des compétitions pour cause de pandémie de Covid-19, le gardien accepte de prolonger son prêt de deux mois, afin d'être disponible pour les finales de coupes nationales et la phase finale de la Ligue des champions.
Le 12 août 2020, lors du Final 8 de la campagne européenne disputée à Lisbonne, il entre en cours de jeu face à l'Atalanta Bergame, après la blessure de Keylor Navas. En demi-finale de la Ligue des champions, il est titulaire à la place du portier habituel et rejoint la finale de l'épreuve. Au lendemain de la défaite finale contre le Bayern Munich qu'il observe depuis le banc de touche, il quitte ses coéquipiers à l'issue de son prêt.

#### Paris Saint-Germain (2020-2024)
Le 4 septembre 2020, le Paris Saint-Germain et le Séville FC trouvent un accord pour le transfert de Sergio Rico. Il signe un contrat de quatre ans avec le club de la capitale, contre une somme située aux alentours de 6 M€,,.
À l'été 2021, Rico recule au troisième rang de la hiérarchie des gardiens, à la suite du recrutement de Gianluigi Donnarumma. Le 21 janvier 2022, il est prêté pour une période de six mois au RCD Majorque sans option d'achat.
Il quitte le club à l'issue de la saison 2023-2024, libre de tout contrat.

#### Al-Gharafa SC
Le 29 septembre 2024, Sergio Rico s'engage au Qatar avec Al-Gharafa SC. La durée de son bail n'a pas été précisée.

### En sélection
Le 26 mai 2015, le sélectionneur Vicente del Bosque convoque Sergio Rico pour la première fois pour le match amical face au Costa Rica du 11 juin 2015, et celui du 14 juin 2015 face à la Biélorussie qualificatif pour l'Euro 2016.
Membre d'une liste provisoire de 25 joueurs espagnols sélectionnés pour disputer l'Euro 2016 en France, il fait partie de la liste définitive de 23 joueurs annoncée le 31 mai 2016.
Le 1er juin 2016, Sergio Rico débute avec l'Espagne lors d'un match amical face à la Corée du Sud.

## Grave accident de cheval
Le 28 mai 2023, alors qu'il est en pèlerinage en Andalousie au lendemain du onzième titre de champion de France du Paris Saint-Germain, il est hospitalisé dans un état grave à Séville, à la suite d'une chute de cheval. Il sort du coma le 19 juin, mais ne quitte l'hôpital que deux mois plus tard, le 18 août.

## Statistiques
| Saison                | Club                       | Championnat           | Championnat | Championnat | Coupe nationale | Coupe nationale | Coupe de la Ligue | Coupe de la Ligue | Supercoupe | Supercoupe | Compétition(s) continentale(s) | Compétition(s) continentale(s) | Compétition(s) continentale(s) | Qualifs Europe | Qualifs Europe | Supercoupe UEFA | Supercoupe UEFA | Total | Total |
| Saison                | Club                       | Division              | M.          | B.          | M.              | B.              | M.                | B.                | M.         | B.         | Comp.                          | M.                             | B.                             | M.             | B.             | M.              | B.              | M.    | B.    |
| 2010-2011             | Séville Atlético           | Segunda División B    | 1           | 0           | -               | -               | -                 | -                 | -          | -          | -                              | -                              | -                              | -              | -              | -               | -               | 1     | 0     |
| 2011-2012             | Séville Atlético           | Segunda División B    | 2           | 0           | -               | -               | -                 | -                 | -          | -          | -                              | -                              | -                              | -              | -              | -               | -               | 2     | 0     |
| 2012-2013             | Séville Atlético           | Segunda División B    | 10          | 0           | -               | -               | -                 | -                 | -          | -          | -                              | -                              | -                              | -              | -              | -               | -               | 10    | 0     |
| 2013-2014             | Séville Atlético           | Segunda División B    | 22          | 0           | -               | -               | -                 | -                 | -          | -          | -                              | -                              | -                              | -              | -              | -               | -               | 22    | 0     |
| 2014-2015             | Séville Atlético           | Segunda División B    | 1           | 0           | -               | -               | -                 | -                 | -          | -          | -                              | -                              | -                              | -              | -              | -               | -               | 1     | 0     |
| Sous-total            | Sous-total                 | Sous-total            | 36          | 0           | -               | -               | -                 | -                 | -          | -          | -                              | -                              | -                              | -              | -              | -               | -               | 36    | 0     |
| 2014-2015             | Séville FC                 | Liga                  | 21          | 0           | 5               | 0               | -                 | -                 | -          | -          | C3                             | 11                             | 0                              | -              | -              | -               | -               | 37    | 0     |
| 2015-2016             | Séville FC                 | Liga                  | 34          | 0           | 5               | 0               | -                 | -                 | -          | -          | C1                             | 6                              | 0                              | -              | -              | -               | -               | 45    | 0     |
| 2016-2017             | Séville FC                 | Liga                  | 35          | 0           | 1               | 0               | -                 | -                 | 2          | 0          | C1                             | 8                              | 0                              | -              | -              | 1               | 0               | 47    | 0     |
| 2017-2018             | Séville FC                 | Liga                  | 24          | 0           | 6               | 0               | -                 | -                 | -          | -          | C1                             | 8                              | 0                              | 2              | 0              | -               | -               | 40    | 0     |
| 2018-2019             | Séville FC                 | Liga                  | -           | -           | -               | -               | -                 | -                 | -          | -          | -                              | -                              | -                              | 1              | 0              | -               | -               | 1     | 0     |
| Sous-total            | Sous-total                 | Sous-total            | 114         | 0           | 17              | 0               | -                 | -                 | 2          | 0          | -                              | 33                             | 0                              | 3              | 0              | 1               | 0               | 170   | 0     |
| 2018-2019             | Fulham FC (prêt)           | Premier League        | 29          | 0           | -               | -               | 3                 | 0                 | -          | -          | -                              | -                              | -                              | -              | -              | -               | -               | 32    | 0     |
| Sous-total            | Sous-total                 | Sous-total            | 29          | 0           | -               | -               | 3                 | 0                 | -          | -          | -                              | -                              | -                              | -              | -              | -               | -               | 32    | 0     |
| 2019-2020             | Paris Saint-Germain (prêt) | Ligue 1               | 2           | 0           | 3               | 0               | 2                 | 0                 | -          | -          | C1                             | 3                              | 0                              | -              | -              | -               | -               | 10    | 0     |
| 2020-2021             | Paris Saint-Germain        | Ligue 1               | 10          | 0           | 3               | 0               | -                 | -                 | -          | -          | C1                             | 0                              | 0                              | -              | -              | -               | -               | 13    | 0     |
| 2021-2022             | Paris Saint-Germain        | Ligue 1               | 1           | 0           | 0               | 0               | -                 | -                 | -          | -          | C1                             | -                              | -                              | -              | -              | -               | -               | 1     | 0     |
| Sous-total            | Sous-total                 | Sous-total            | 13          | 0           | 6               | 0               | 2                 | 0                 | -          | -          | -                              | 3                              | 0                              | -              | -              | -               | -               | 24    | 0     |
| 2021-2022             | RCD Majorque (prêt)        | Liga                  | 14          | 0           | 1               | 0               | -                 | -                 | -          | -          | -                              | -                              | -                              | -              | -              | -               | -               | 15    | 0     |
| Sous-total            | Sous-total                 | Sous-total            | 14          | 0           | 1               | 0               | -                 | -                 | -          | -          | -                              | -                              | -                              | -              | -              | -               | -               | 15    | 0     |
| Total sur la carrière | Total sur la carrière      | Total sur la carrière | 201         | 0           | 24              | 0               | 5                 | 0                 | 2          | 0          | -                              | 36                             | 0                              | 3              | 0              | 1               | 0               | 272   | 0     |

### En équipe nationale
| Saison                | Sélection             | Phases finales        | Phases finales | Phases finales | Éliminatoires EURO | Éliminatoires EURO | Matchs amicaux | Matchs amicaux | Total | Total |
| Saison                | Sélection             | Compétition           | M              | B              | M                  | B                  | M              | B              | M     | B     |
| --------------------- | --------------------- | --------------------- | -------------- | -------------- | ------------------ | ------------------ | -------------- | -------------- | ----- | ----- |
| 2015-2016             | Espagne               | UEFA Euro 2016        | 0              | 0              | 0                  | 0                  | 1              | 0              | 1     | 0     |
| Total sur la carrière | Total sur la carrière | Total sur la carrière | 0              | 0              | 0                  | 0                  | 1              | 0              | 1     | 0     |

## Palmarès
| Séville FC (1) | Paris Saint-Germain (2)                                                                                             |
| --- | --- |
| - Ligue Europa (1) - Vainqueur : 2015 - Supercoupe de l'UEFA - Finaliste : 2016 - Coupe d'Espagne - Finaliste : 2016 | - Ligue des champions - Finaliste : 2020 - Championnat de France (2) - Champion : 2020, 2022 - Vice-champion : 2021 |